# Virslīga (2005)
Sezon 2005 był 14. edycją rozgrywek piłkarskich o mistrzostwo Łotwy.

## Tabela końcowa
|   | Klub                | M  | Z  | R | P  | Br+ | Br- | Br+/- | Pkt |
| - | ------------------- | -- | -- | - | -- | --- | --- | ----- | --- |
| 1 | Liepājas Metalurgs  | 28 | 22 | 5 | 1  | 85  | 19  | 66    | 71  |
| 2 | Skonto Ryga         | 28 | 17 | 7 | 4  | 59  | 25  | 34    | 58  |
| 3 | FK Ventspils        | 28 | 16 | 7 | 5  | 56  | 30  | 26    | 55  |
| 4 | Dinaburg Daugavpils | 28 | 9  | 8 | 11 | 37  | 43  | -6    | 35  |
| 5 | FK Ryga             | 28 | 9  | 7 | 12 | 32  | 46  | -14   | 34  |
| 6 | FK Jūrmala          | 28 | 9  | 5 | 14 | 37  | 38  | -1    | 32  |
| 7 | Olimps Ryga         | 28 | 5  | 4 | 19 | 24  | 68  | -44   | 19  |
| 8 | FK Venta            | 28 | 2  | 3 | 23 | 18  | 79  | -61   | 9   |

## Najlepsi strzepcy
|   | Piłkarz             | Klub                    | Gole |
| - | ------------------- | ----------------------- | ---- |
| 1 | Igors Sļesarčuks    | FK Venta / FK Ventspils | 19   |
| 2 | Viktors Dobrecovs   | Liepājas Metalurgs      | 18   |
| 3 | Aleksandr Katasonov | Liepājas Metalurgs      | 17   |
| 4 | Gatis Kalniņš       | Skonto Ryga             | 15   |
| 5 | Genādijs Soloņicins | Liepājas Metalurgs      | 13   |